# Capilla de Nuestra Señora de Europa

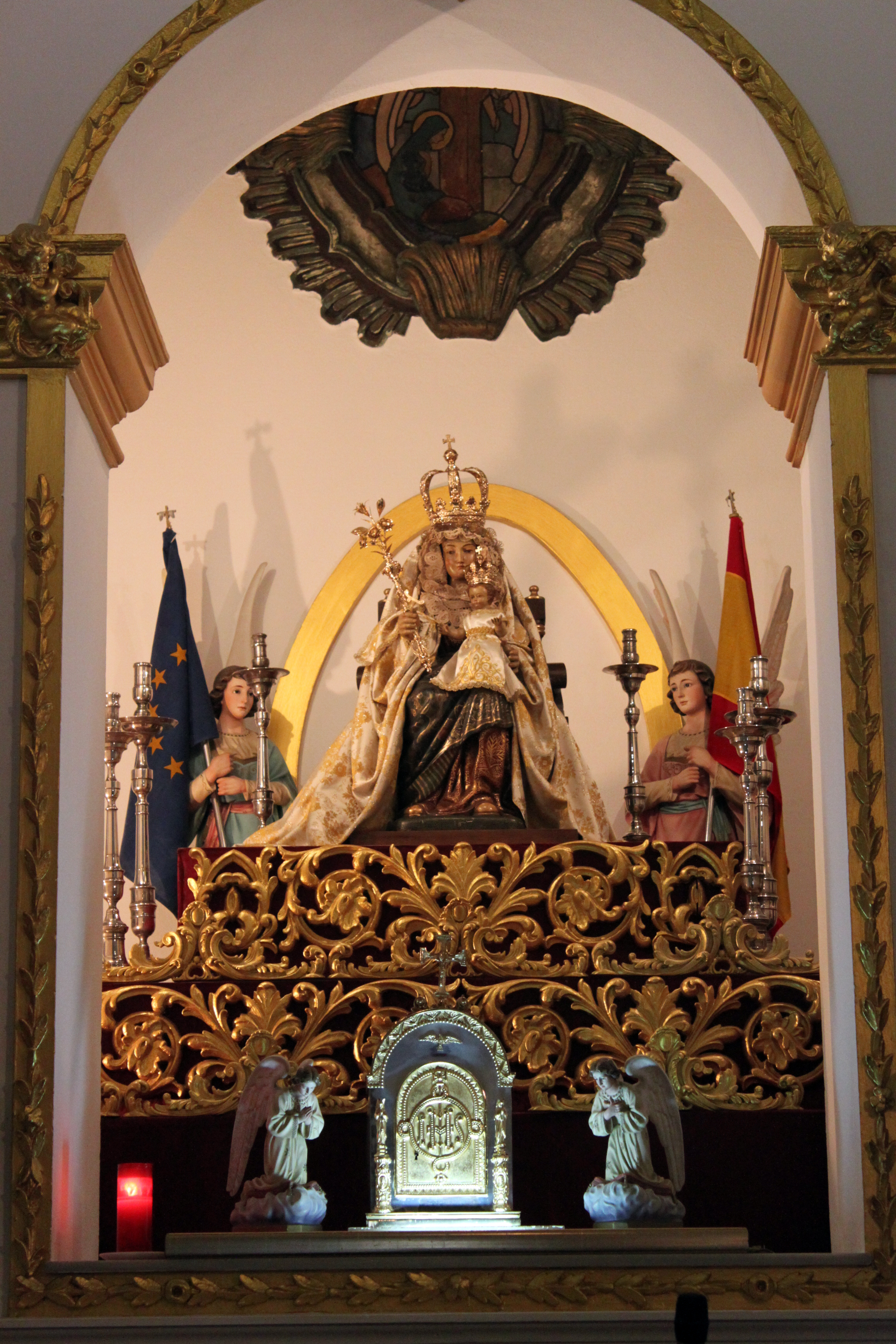
Imagen de Nuestra Señora de Europa en el altar mayor

La capilla de Nuestra Señora de Europa de Algeciras, conocida popularmente como Capillita de Europa, es un templo de culto católico situado en la Plaza Alta de la localidad. Ejerce funciones auxiliares de la Iglesia de Nuestra Señora de la Palma y es sede de una de las cofradías de la localidad. 
La construcción actual de estilo tardobarroco data de 1769 debido a que la estructura inicial, construida en 1690, quedó muy afectada por el terremoto de 1755. Es un edificio de una sola nave con bóveda de cañón sobre lunetos y un presbiterio plano con una interesante cúpula decorada con pinturas barrocas. La fachada es de dos cuerpos con decoración barroca y una espadaña con campana. En su interior se venera la imagen de Nuestra Señora de Europa, copia de 1864 de la original traída desde Gibraltar en por los primeros habitantes de la ciudad. 
El edificio fue declarado Bien de Interés Cultural en 1981 y es uno de los edificios más apreciados de la localidad por considerarse germen fundador de la villa.

## Historia
Aunque la ciudad de Algeciras se encontraba destruida desde la toma de la medina por parte de las tropas del Reino de Granada en 1379 tras la conquista castellana de Gibraltar de 1467 se hallaba poblada por vecinos de esa población que mantenían diversos cortijos de explotación agrícola. A mediado del siglo XVII estos vecinos solicitaron a las autoridades eclesiásticas la construcción de una capilla que evitara los grandes desplazamientos que debían realizar hasta el momento. Así en 1690 en el cortijo de los Gálvez, una de las familias más prósperas de Gibraltar, se edificó en el lugar que actualmente ocupa la capilla una ermita consagrada a San Bernardo, patrón de Gibraltar y de su Campo. La erección de la ermita había contado con la autorización del entonces obispo de Cádiz Martín de Barcia Zambrano.
En 1704, tras la toma de Gibraltar por los británicos, lo gibraltareños exiliados se asentaron en las ruinas de Algeciras celebrando el cabildo de esta ciudad en el exilio su primera reunión en la llamada entonces capilla de San Bernardo. La población exiliada comenzó entonces a construir sus casas en los alrededores de la capilla en edificios provisionales, pues se confiaba en que la ciudad de Gibraltar se recuperaría pronto. En la ermita de San Bernardo se colocó la imagen de la Virgen de Europa, venerada en Gibraltar, que se reconstruyó tras la profanación del Santuario de Nuestra Señora de Europa gibraltareño tras el expolio de las tropas anglo-neerlandesas. Así, la capilla pasó a llamarse de la Virgen de Europa y aunque la imagen original se devolvió a Gibraltar en 1864, a petición de los católicos que allí vivían, se colocó en su lugar una réplica encargada por el obispo gibraltareño en sustitución de la estatua original.
En el año 1721 la iglesia se convierte en parroquia auxiliar de la de Los Barrios para dar servicio a los habitantes de la nueva población. Su función parroquial prosiguió hasta 1736, fecha en la que se finalizó la construcción de la vecina Iglesia de Nuestra Señora de la Palma, volviendo capilla a su función de ermita, aunque con gran valor simbólico, pues representaba un gran hito histórico para la ciudad.
El tristemente célebre Terremoto de Lisboa de 1755 dañó seriamente la estructura del edificio, teniéndose que demoler y reedificar parcialmente éste, cosa que ocurrió en el año 1769, dotándola entonces del empaque y la fachada barroca con la que ahora aparece. Fue saqueada en 1931 durante la quema de conventos y vendida por el obispado a un particular en 1935. Durante la segunda mitad de la década de 1930 estuvo en completo abandono como almacén de un taller de mecánica, posteriormente en 1943 fue comprada por el ayuntamiento y luego cedida al Obispado con la condición de que fuera restaurada y abierta al culto. En 1989 se procedió a una nueva restauración, necesaria desde que se destruyó el edificio de su izquierda. Durante estas obras fue necesario desmontar completamente la fachada y reforzar los cimientos y la cubierta. La espadaña fue completamente reconstruida debido a que amenazaba con derrumbe quedando con el aspecto actual.
Es sede canónica de la Hermandad del Cristo Atado a la Columna, obra de José Román Corzanego y de María Santísima de las Lágrimas, obra de los talleres salesianos de Sevilla. En 2023 fue un objetivo frustrado del atendado contra las parroquias de San Isidro y La Palma ya que, en el momento en el que el terrorista intentó acceder a su interior, la puerta se encontraba cerrada.

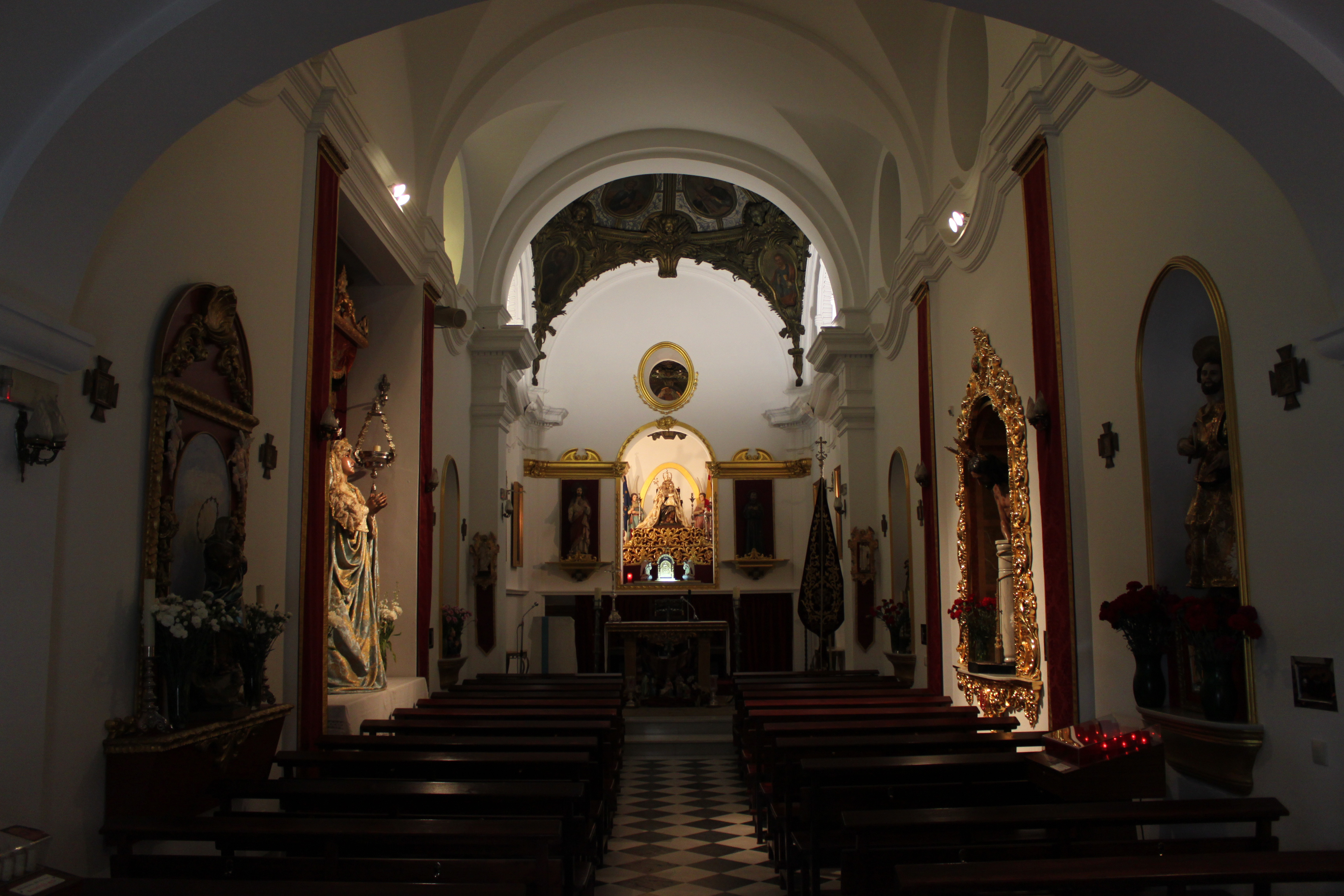
Interior de la capilla.

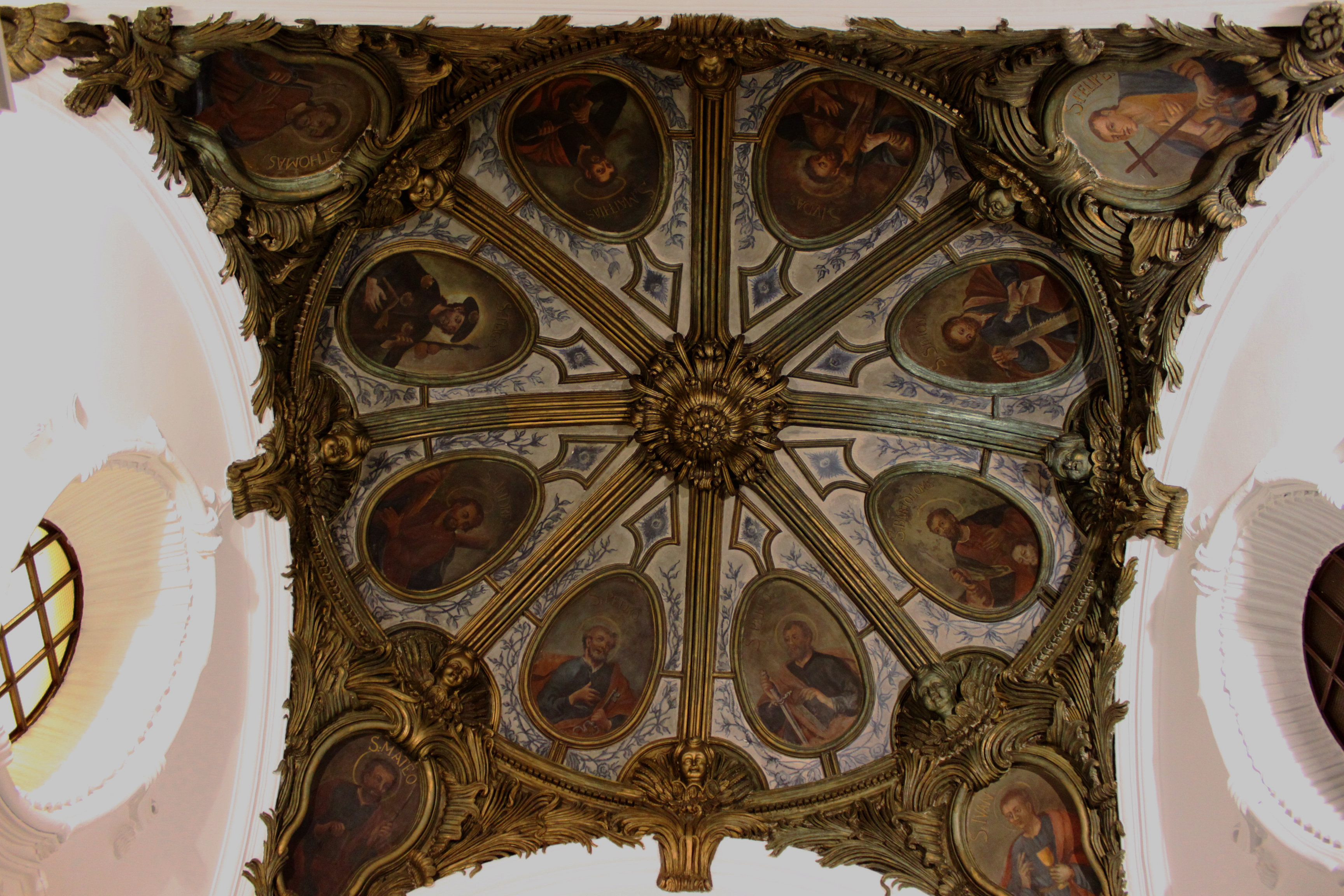
Cúpula barroca.

## Descripción
Como otras obras realizadas por el Obispado de Cádiz el diseño de la Capilla de Europa parece ser obra del arquitecto Torcuato Cayón con un estilo tardobarroco.
Estructuralmente la iglesia consta de una sola nave muy alargada con doble acceso, la original puerta frontal y una puerta lateral abierta en 1985 para permitir la salida procesional de Semana Santa. Sus muros laterales se encuentran reforzados con pilastras toscanas de sección rectangular cubiertos en la nave por una bóveda de cañón con ventanales de tipo lunetos y óculos.
De su interior destaca el presbiterio con el altar mayor. Este presbiterio está cubierto con una hermosa cúpula sobre pechinas, profusamente decorada con relieves y pinturas barrocas que representan a los doce Apóstoles. Posee un camarín detrás del altar donde se encuentra entronizada la imagen de su titular, la Virgen de Europa, copia de 1864 del original traído desde la Capilla de Europa de Gibraltar en 1704.
La ornamentación interior de la nave es barroca, y en ella destaca su entablamento corrido a lo largo de los muros laterales, donde se crean hornacinas con arcos de medio punto que hoy sirven para alojar las imágenes del Cristo de la Columna, la Virgen de las Lágrimas y San Francisco.
La fachada es de piedra y posee dos cuerpos de altura y una espadaña añadida con posterioridad a su construcción. En dicha fachada destaca el juego de pilastras del primer cuerpo, sabiamente planteado para sostener el vuelo y apoyo para las cuatro columnas jónicas de fuste estriado que aparecen en el cuerpo superior, así como la hornacina que aparece entre ambos cuerpos sobre las molduras que decoran superiormente la puerta de acceso, y que se protege superiormente por la propia cornisa intermedia que la envuelve a modo de frontón central. En la hornacina hay una imagen de San Bernardo, patrón de la ciudad, y en sobre ella un crismón, ambos elementos colocados en tiempos recientes.